# Kangge
Kangge (ehemals Marisa) ist eine indonesische Insel des Alor-Archipels. 

## Geographie
Die Insel Kangge liegt vor der Küste der Insel Pantar in der Straße von Alor. Kangge hat eine Fläche von 13,68 km². Sie gehört zum Distrikt Westpantar Meer (Pantar Barat Laut).